# Лисистрат
Лисистрат (греч. Λυσίστρατος ο Σικυώνιος) — древнегреческий скульптор, брат Лисиппа, процветавший, по свидетельству Плиния, приблизительно в 328 году до нашей эры.
Родился в городе Сикионе. Он, по-видимому, стремился к той же правдивости и портретной точности, как и Лисипп, но старался добиться её механическим способом: Плиний утверждал, что Лисистрат первому пришла мысль снять гипсовую маску с живого человека. Быть может, он делал также, с целью изучения, гипсовые слепки с знаменитых произведений скульптуры. Произведений за несомненным авторством Лисистрата до настоящего времени не сохранилось.